# Abbazia di Hersfeld

L'abbazia di Hersfeld era un'importante abbazia imperiale benedettina nella città di Bad Hersfeld in Assia (precedentemente in Assia-Nassau), in Germania, alla confluenza dei fiumi Geisa, Haune e Fulda, nonché uno Stato del Sacro Romano Impero.

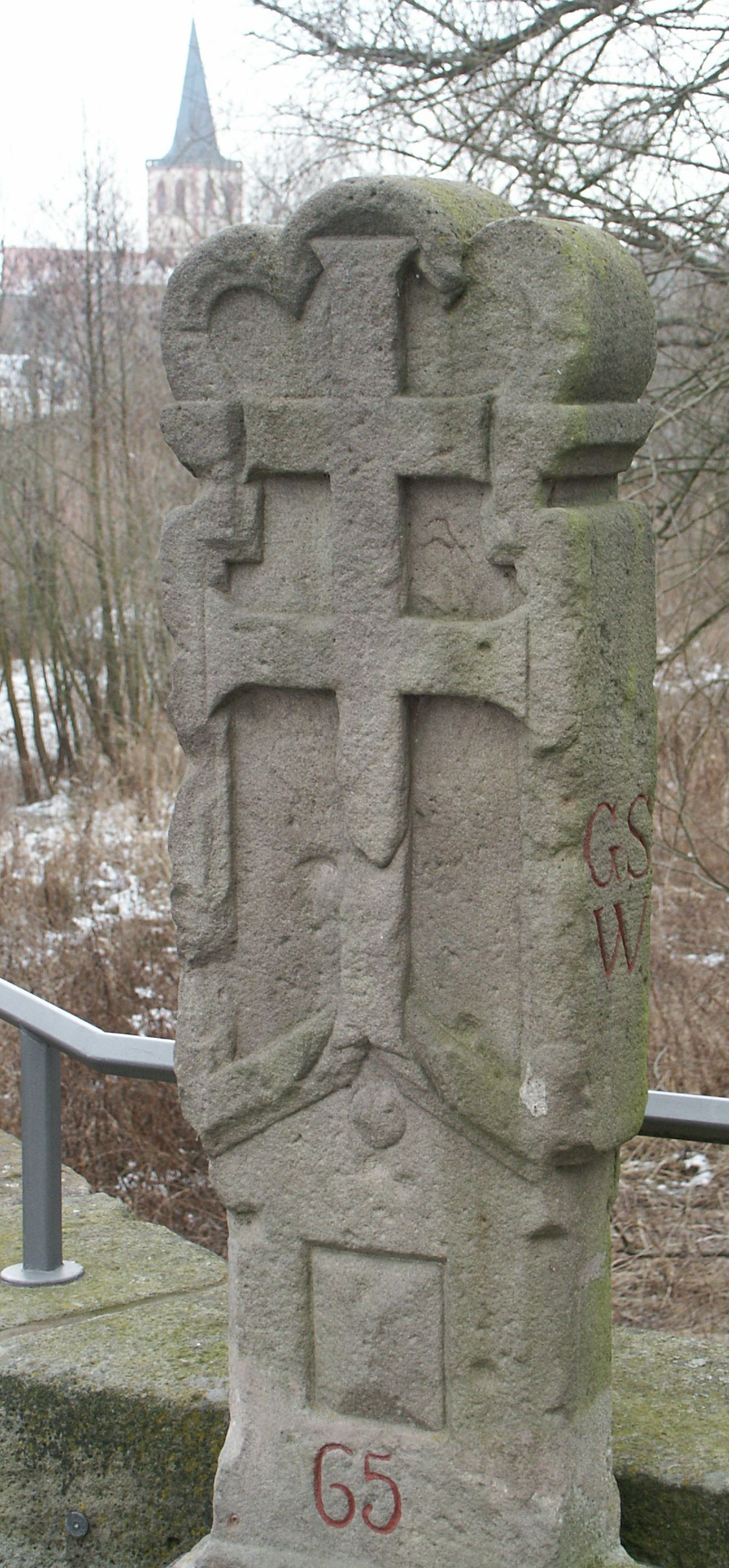
Pietra di confine dell'abbazia di Hersfeld sul vecchio ponte di Werra tra Philippsthal e Vacha

## Storia

### Origini
Hersfeld fu fondata da Sturmio di Fulda, discepolo di san Bonifacio, nel 736-742. Poiché la sua posizione rendeva il monastero vulnerabile agli attacchi dei Sassoni, tuttavia, lo trasferì a Fulda. Alcuni anni dopo, nel 769 circa o dopo la sconfitta dei sassoni da parte dei Franchi, Lullo, arcivescovo di Magonza, rifondò il monastero di Hersfeld.
Carlo Magno (che era recentemente succeduto alla corona reale dei Franchi) e altri benefattori fornirono il monastero di altre dotazioni, e nel 775 ricevette lo status di "abbazia imperiale" di Reichsabtei (vale a dire principe-abate territorialmente indipendente all'interno dell'Impero).
Papa Stefano III concesse all'abbazia l'esenzione dalla giurisdizione episcopale. Presto possedette 1050 hide di terra e una comunità di 150 monaci.
Lullo fu sepolto nella chiesa alla sua morte nel 786. Gli edifici dell'abbazia furono ampliati tra l'831 e l'850, e nell'852 la tomba di Lullo fu spostata nella nuova basilica. Durante questa cerimonia, fu formalmente annunciata da Rabano Mauro la canonizzazione di Lullo (il "Lullusfest", o "Festa di San Lullo", del 16 ottobre è stato celebrato a Hersfeld da allora, ed è il festival locale più antico di lingua tedesca).

### Apogeo e centro umanistico
L'abbazia era già diventata un luogo di pellegrinaggio dopo il 780 per le reliquie di san Vigberto, le quali furono portate qui in quell'anno, e per i miracoli che si diceva causassero. 
Fu raccolta una preziosa biblioteca con numerosi manoscritti; gli annali del monastero venivano regolarmente tenuti, e divenne ben noto come sede di pietà e di apprendimento. Verso la fine del X secolo, Hersfeld soffrì del generale declino dovuto all'antichità e la disciplina monastica si allentò. Alcuni anni dopo, tuttavia, l'osservanza fu riformata da san Gottardo (in seguito vescovo di Hildesheim), e i membri della comunità furono inviati in altre case dell'ordine per risvegliare il loro senso religioso.
Nel 1015 Enrico II subordinò l'abbazia di Memleben all'abbazia di Hersfeld, in cambio di proprietà per la nuova diocesi da lui fondata recentemente, il vescovato di Bamberga.

### Lotta per le investiture
Durante la lotta per le investiture, Hersfeld si schierò dalla parte della causa imperiale contro il papato. Lo stesso imperatore Enrico IV visitò abbastanza spesso l'abbazia, a volte accompagnato da sua moglie; e suo figlio Corrado, nacque e fu battezzato tra le mura dell'abbazia. Nel monastero visse il cronista Lamberto di Hersfeld il quale, data la sua opposizione alla causa imperiale, si trasferì monastero canonico di Hasungen; egli scrisse uno scritto polemico contro l'abbazia, il Libellus de institutione Herveldensis ecclesiae; inoltre i suoi Annali sono un'importante fonte per la lotta per le investiture. Nell'ultimo decennio dell'XI secolo, l'abbazia sembra che fu completamente restaurata con il favore papale e continuò a prosperare per un lungo periodo successivo.
La città di Hersfeld, oggi Bad Hersfeld, crebbe fuori dall'abbazia e prosperò, fino a quando non fu abbastanza forte per affermare la sua indipendenza, e nel 1371 si pose formalmente sotto la protezione dei langraviato d'Assia.

### Declino
Col passare del tempo, lo stato del monastero si deteriorò di nuovo e nel 1513 aveva raggiunto un punto così basso che l'abate Volpert Riedesel si dimise dal suo incarico nelle mani di papa Leone X e l'abate di Fulda fu autorizzato dall'imperatore Massimiliano a incorporare la l'abbazia. Secondo un racconto contemporaneo, la biblioteca era in rovina e in decadenza, molti preziosi volumi erano completamente scomparsi e manoscritti contenenti gli archivi e i registri dell'abbazia venivano usati nei canili come lettiera per i cani.

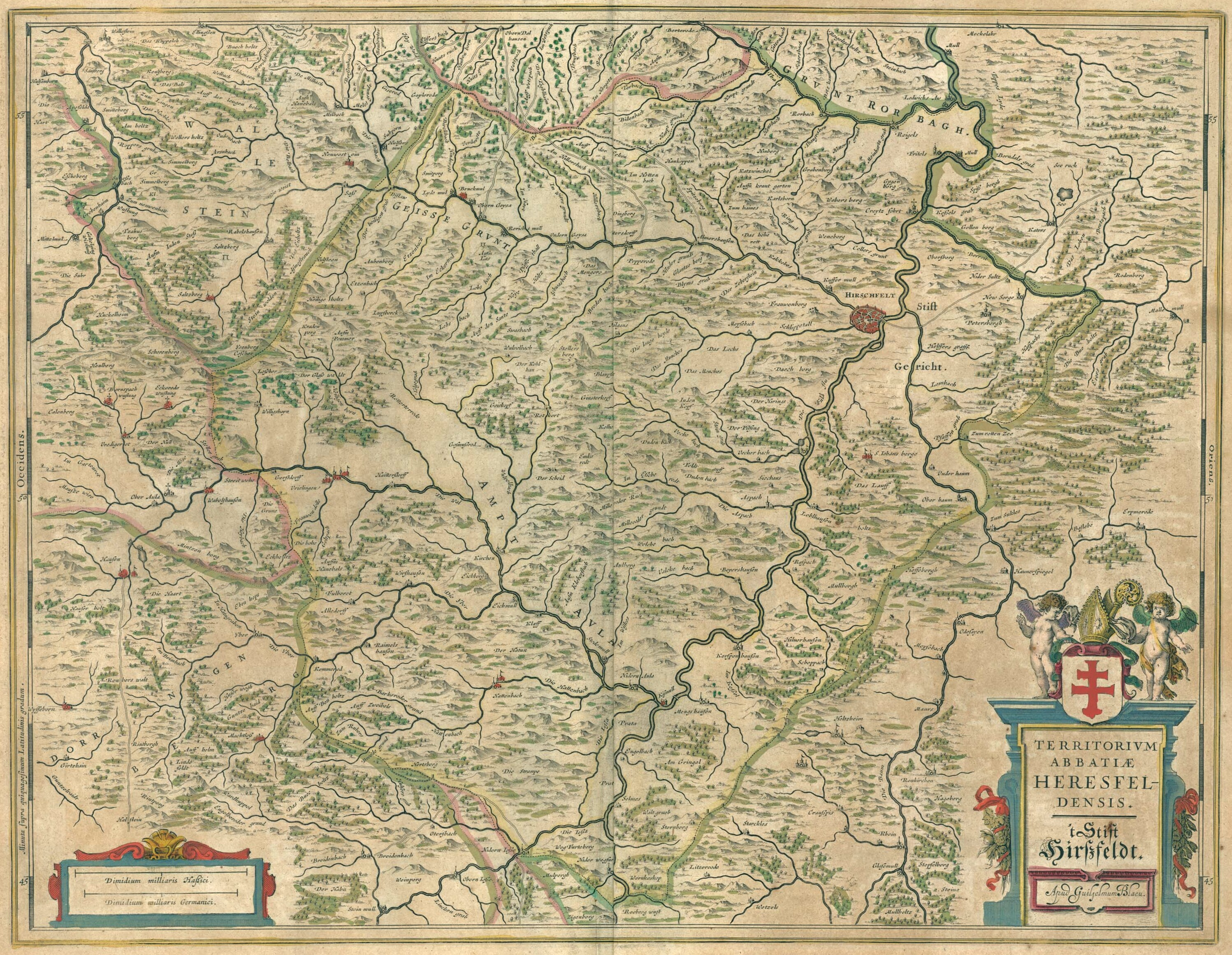
Territorium Abbatæ Heresfeldensis, 1645

### Riforma luterana
Questa unione forzata tra Hersfeld e Fulda durò poco più di due anni, dopo di che venne scelto un nuovo abate ad Hersfeld. L'abate Krato, che ricoprì l'incarico nel 1517, era tuttavia in sintonia con il luteranesimo. (Martin Lutero stesso si fermò all'abbazia al suo ritorno dalla dieta di Worms nel 1521 e vi fece un sermone). Krato giurò fedeltà al luterano Filippo I, langravio d'Assia nel 1525. Di conseguenza la chiesa abbaziale fu chiusa al culto cattolico romano, mentre la messa veniva celebrata solo in una cappella all'interno del monastero.

### Dissoluzione
Per la parte restante del secolo, l'abbazia continuò ad essere un luogo di culto protestante sotto la stretta supervisione dei sovrani di Assia. Alla morte dell'ultimo abate (Joachim Röll) nel 1606, Ottone, principe ereditario del langraviato d'Assia-Kassel, fu eletto amministratore laico.
Il papa fece un vano tentativo, dopo la morte di Ottone, di riportare l'abbazia sotto l'amministrazione cattolica. Continuò invece ad essere nelle mani della famiglia principesca fino alla conclusione della Pace di Vestfalia nel 1648. Hersfeld, in quanto feudo imperiale, fu unito all'Assia come principato secolarizzato col nome di Principato di Hersfeld, mantenendo il proprio voto al Reichstag che divenne quindi il secondo nelle disponibilità del landgravio assiano fino alla fine dell’impero nel 1806.

## Abati di Hersfeld
- Lullo (ca. 769–786)
- Baltardo (786–798)
- Riculfo (802–813)
- Brunuardo I (probabilmente 813–820)
- Buno (probabilmente 820–840)
- Brunuardo II (840–875)
- Drogone (875–892)
- Arderato (892–901)
- Ottone I (902–912)
- Diethard I (912–927)
- Diethard II (927–928)
- Burcardo I (928–932)
- Megingaudo (932–935)
- Hagano (935–959)
- Gunter I (959–963)
- Egilolfo (963–970)
- Gosberto (970–985)
- Bernardo (985–1005)
- Gottardo (1005–1012)
- Ardoldo (1012-1031)
- Bardo (1031)
- Rodolfo di Büren (1031–1036)
- Meghino (1036–1059)
- Rutardo (1059–1072)
- Arduino (1072–1090)
- Federico di Goseck (1090–1100)
- Gunter II (1100–1102)
- Reginardo (1102–1114)
- Adelmanno (1114–1127)
- Enrico I di Bingarten (1127–1155)
- Villiboldo (1155–1162 e 1168–1175)
- Ermanno I (1162–1165)
- Burcardo II di Nürings (1165–1168)
- Adolfo (1175–1180)
- Sigfrido (1180–1200)
- Giovanni I (1200–1214)
- Enrico II (1214–1217)
- Ludovico I (1217–1239)
- Guarniero di Schweinsberg (1240–1252 e 1255–1258)
- Enrico III (1252–1255 e 1258–1261)
- Enrico IV di Boyneburg-Hohenstein (1261–1278)
- Enrico V di Swinrode (1278–1300)
- Bertoldo I di Elben (1300– 1304)
- Simone di Buchenau (1304–1315)
- Enrico VI di Malsleben (1315–1316)
- Andrea di Heiningen (1316–1320)
- Enrico VII di Romrod (1320–1323)
- Ludovico II di Mansbach (1324–1343)
- Giovanni II (1343–1367)
- Bertoldo II (1367–1387)
- Reinardo di Boyneburg-Hohenstein (1387–1398)
- Ermanno II di Altenburg (1398–1418)
- Alberto di Buchenau (1418–1438)
- Corrado di Hirzenrode (1438–1452)
- Ludovico III Vitzthum di Eckstädt (1452–1481)
- Damiano di Knoblauch (1481–1483)
- Guglielmo di Völkershausen (1483–1493)
- Volperto Riedesel di Bellersheim (1493–1513)
- Hartmann (1513–1515)
- Ludovico IV di Hanstein (1515-1516)
- Cratone I (1516–1556)
- Michele (1556–1571)
- Ludovico V (1571–1588)
- Cratone II (1588–1592)
- Gioacchino (1592−1606)

### Amministratori e commendatari
- Ottone d'Assia-Kassel (1606–1617)
- Guglielmo V d'Assia-Kassel (1617–1637)
- Leopoldo Guglielmo d'Austria (1626–1648)
- Giovanni Bernardo Schenk di Schweinsberg (1629–1632)
- Guglielmo VI d'Assia-Kassel (1637–1648)

## Architettura

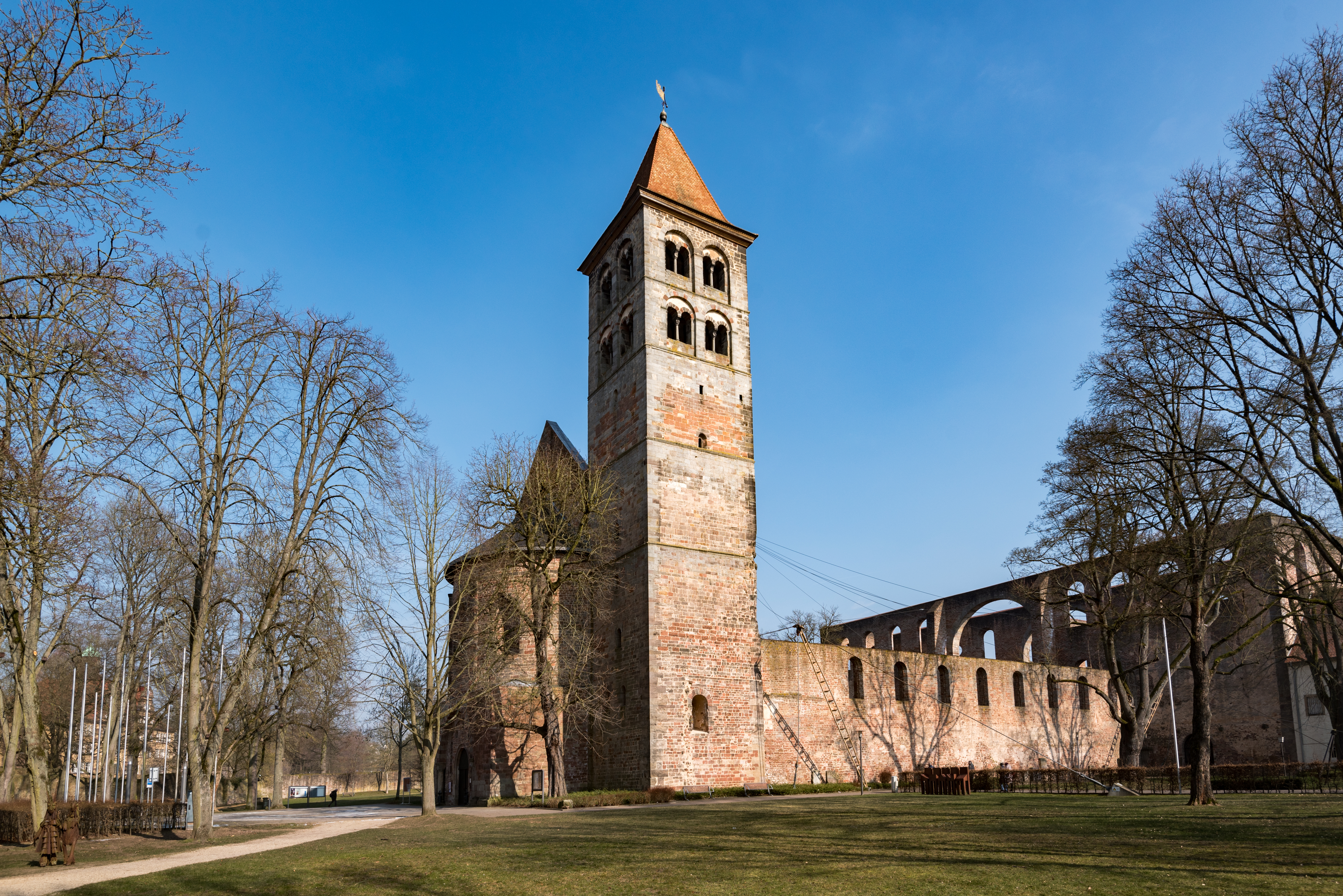
Le rovine della chiesa abbaziale verso ovest.

La chiesa abbaziale, in stile romanico, fu costruita una prima volta nel 780, all'epoca della fondazione e ricostruita completamente nel XII secolo,.
Durante la guerra dei sette anni fu utilizzata come polveriera e poi distrutta dai francesi nel 1761.
Era una delle chiese benedettine più grandi d'oltralpe, con i suoi 103 metri di lunghezza e 56 di larghezza (transetto). Le sue rovine mostrano ancora i muri perimetrali dell'edificio a pianta bicefala, i pilastri, le strutture del transetto e dell'abside, la cripta e due torri. La Katharinenturm (torre di Santa Caterina), del 1120, sorge dietro l'abside orientale e conserva al suo interno la Lullusglocke, la più antica campana di Germania risalente al 1038.
Le rovine sono ora un luogo ben noto per concerti ed eventi pubblici e sono il sito dell'annuale Bad Hersfelder Festspiele, Festival di Bad Hersfeld.

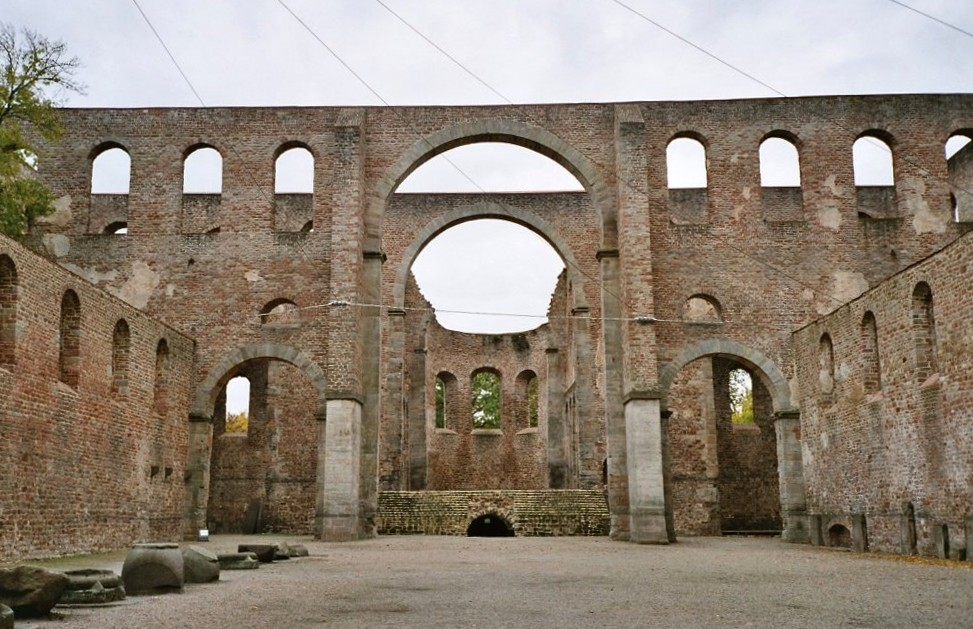
Il transetto.
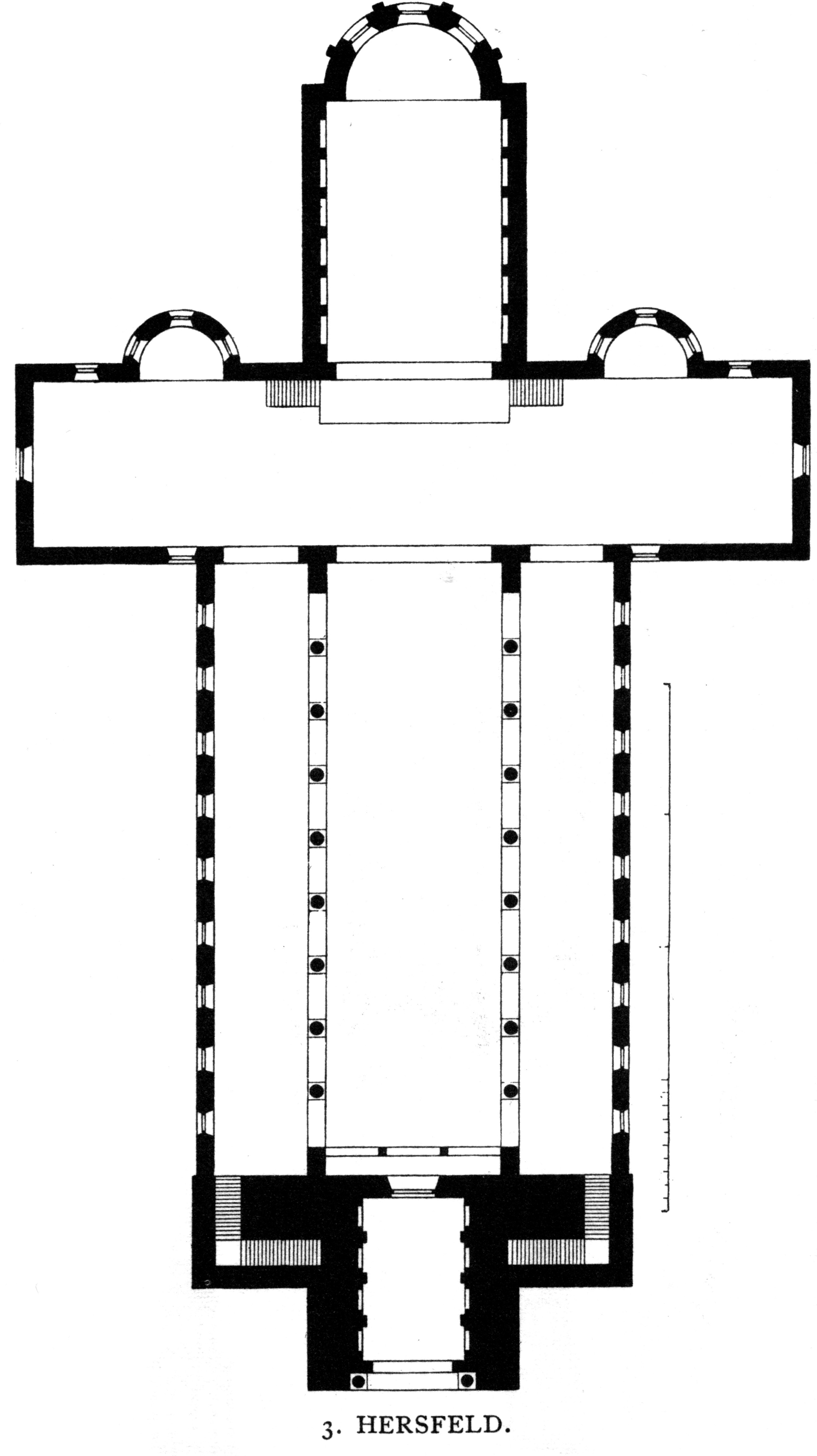
Pianta.
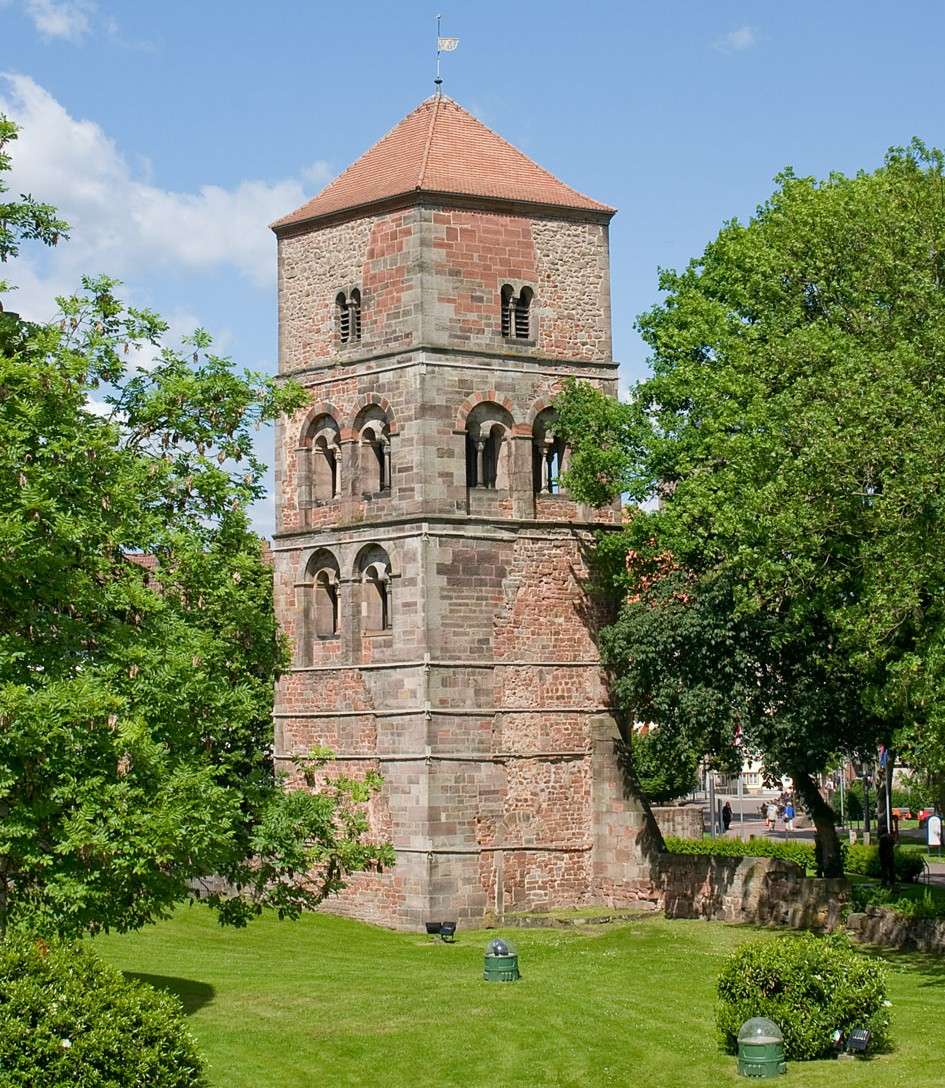
La Torre di Santa Caterina.
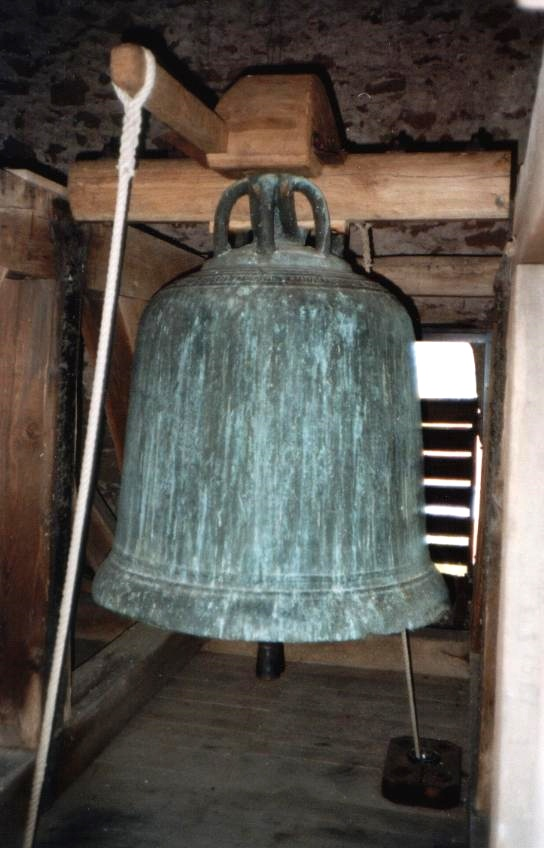
La Lullusglocke.

## Sepolture nell'abbazia
- San Lullo di Magonza
- San Vigberto

## Annali
Gli annali dell'abbazia, gli "Annales Hersfeldienses", sono una fonte significativa per la storia tedesca medievale.

## IlCodice di Hersfelde ilCodice Esinate
Nel 1425 il monaco Heinrich di Grebenstein trovò nell'abbazia il cosiddetto Codex Hersfeldensis (Codice di Hersfeld). Si tratta di un manoscritto miscelaneo risalente al IX secolo e comprendente l'ultima copia rimasta della Germania e l'Agricola di Tacito, con il Dialogus de oratoribus e frammenti del De grammaticis et rhetoribus di Svetonio. 
Il papa Niccolò V lo fece arrivare a Roma nel 1455 tramite Enoch d'Ascoli, già in missione in Germania, che lo portò insieme ad altri manoscritti originali.
Smembrato venne ricomposto nel XV secolo con l'aggiunta del Bellum Troianum quando giunse in possesso del conte osimano Stefano Guarnieri, diplomatico alla corte di papa Callisto III.
Nel 1793 passò in dote dall'ultima discendente al conte Nicola Balleani di Jesi che lo conservò nella sua biblioteca.
Venne riscoperto per caso nel 1902 a Jesi (da cui il nome) nella biblioteca del conte Aurelio Baldeschi-Balleani ad opera di Cesare Annibaldi, professore di latino e greco al Liceo Classico Vittorio Emanuele II di Jesi.
Durante la seconda guerra mondiale, il codice venne sapientemente nascosto dai conti Baldeschi-Balleani in una cassa di legno dentro un ripostiglio delle cucine del loro palazzo. Infatti non fu mai trovato e per questo rimase a Jesi, sfuggendo alle mire dei nazisti.
Oggi è conservato presso la Biblioteca Nazionale Centrale di Roma (Cod. Vitt. Em. 1631).